# Crooks (Dakota du Sud)
Pour les articles homonymes, voir Crooks.
Crooks est une ville américaine située dans le comté de Minnehaha, dans l'État du Dakota du Sud. Selon le recensement de 2010, elle compte 1 269 habitants. La municipalité s'étend sur 0,77 milles carrés (1,99 km2).
D'abord appelée New Hope (« nouvel espoir »), la ville est renommée en l'honneur de son premier receveur des postes W. A. Crooks.

## Démographie
| 1980 | 1990 | 2000 | 2010  | - | - |
| ---- | ---- | ---- | ----- | - | - |
| 594  | 671  | 859  | 1 269 | - | - |